# Libuše Lomská
Libuše Lomská (verheiratete Geislerová; * 1. Juli 1923 in Olmütz; † 2. November 2004 in Baltimore, Vereinigte Staaten) war eine tschechoslowakische Hürdenläuferin.
Bei den Olympischen Spielen 1948 in London wurde sie Sechste über 80 m Hürden in 11,9 s. Im Vorlauf stellte sie mit 11,8 s ihre persönliche Bestzeit auf.
1948 wurde sie Tschechoslowakische Meisterin über 80 m Hürden.